# Đắk Plao
Đắk Plao là một xã thuộc huyện Đắk Glong, tỉnh Đắk Nông, Việt Nam.

## Địa lý
Xã Đắk Plao nằm ở trung tâm huyện Đắk Glong, có vị trí địa lý:
- Phía đông giáp xã Đắk R'măng và xã Đắk Som
- Phía tây giáp xã Đắk Ha và thành phố Gia Nghĩa
- Phía nam giáp xã Quảng Khê
- Phía bắc giáp xã Đắk Ha và xã Đắk R'măng.

Xã Đắk Plao có diện tích 109,06 km², dân số năm 2019 là 3.096 người, mật độ dân số đạt 28 người/km².

## Hành chính
Xã Đắk Plao được chia thành 2 thôn: 4, 5 và 3 bon: B'Nơm - Păng Răh, B'Plao, B'Tong.

## Lịch sử
Trước đây, Đắk Plao là một xã thuộc huyện Đắk Nông, tỉnh Đắk Lắk. Xã Đắk Plao được thành lập vào ngày 17 tháng 1 năm 1984 trên cơ sở tách một phần diện tích và dân số của xã Quảng Khê.
Ngày 24 tháng 3 năm 1998, Chính phủ ban hành Nghị định 18/1998/NĐ-CP. Theo đó, thành lập xã Đắk Som trên cơ sở 7.500 ha diện tích tự nhiên và 1.315 người của xã Đắk Plao.
Sau khi điều chỉnh địa giới hành chính, xã Đắk Plao còn lại 22.014 ha diện tích tự nhiên và 1.020 người.
Ngày 27 tháng 6 năm 2005, huyện Đắk Nông được chia thành hai đơn vị hành chính là thị xã Gia Nghĩa và huyện Đắk Glong, xã Đắk Plao thuộc huyện Đắk Glong.
Ngày 6 tháng 7 năm 2010, Chính phủ ban hành Nghị quyết 28/NQ-CP. Theo đó:
- Giải thể xã Đắk Plao (do địa bàn nằm trong hồ thủy điện Đồng Nai 3) và điều chỉnh toàn bộ 22.974 ha diện tích tự nhiên, 712 người của xã Đắk Plao về xã Đắk Som quản lý
- Thành lập xã Đắk Plao (mới) trên cơ sở điều chỉnh 10.480 ha diện tích tự nhiên của xã Quảng Khê và 2.113 người còn lại của xã Đắk Plao cũ.

Sau khi thành lập, xã Đắk Plao có 10.480 ha diện tích tự nhiên và 2.113 người.